# CodeLite
CodeLite è un IDE libero, open source e multipiattaforma. È scritto in C++ usando wxWidgets. Attualmente, CodeLite è orientato verso il C/C++.
CodeLite è disponibile per Windows, GNU/Linux e macOS.
CodeLite viene sviluppato e debuggato usando se stesso come piattaforma di sviluppo.

## Storia
Nell'agosto del 2006, Eran Ifrah, autore del progetto, iniziò lo sviluppo di CodeLite. L'idea era quella di creare una libreria per il  code completion basato su ctags, SQLite (da qui appunto, CodeLite) ed un parser basato su Yacc che potesse essere usato da un IDE.
LiteEditor, un'applicazione demo, fu sviluppata per dimostrare le funzionalità di CodeLite. Col passare del tempo, LiteEditor risultò essere un ambiente di sviluppo efficiente e così nacque CodeLite.